# Pierre Roulot
Pour les articles homonymes, voir Roulot.
Pierre Charles Marc Roulot (né à Gevrey-Chambertin le 19 octobre 1917 et mort le 18 août 2007 à Paris) est un peintre et céramiste français.

## Biographie
Pierre Charles Marc Roulot est le fils de Charles Léon Roulot, boucher, et de Thérèse Clémentine Darceaux, couturière.
À Saint-Didier[Lequel ?], il apprend le métier de tourneur-ajusteur sur métaux. 
Après la Seconde Guerre mondiale, il fréquente les cours des académies libres de dessin de Montparnasse.
Il épouse en 1945 Marie Nomaide Lombard.
Il reçoit le Prix Blumenthal en 1948.